# ファクト (人材派遣会社)
株式会社ファクト（英称:Fact,inc.）は、東京都新宿区を拠点とする人材派遣会社。

## 概要
2007年8月、在日韓国人3世である菅在根により東京都新宿区にて、パチンコ店を主としたアミューズメント施設向けの人材サービス会社として創業。
外食事業として2012年に東京都新宿区に「焼肉酒家 李苑 東新宿」をオープンし、2018年に東京都新宿区歌舞伎町に「大衆焼肉ホルモン酒場李苑」をオープンさせる。
2019年３月に単発系アルバイトの人材マッチングアプリ「エナブル」をリリース。

## 所属団体
- 東京韓国青年商工会